# Бабино
 Тази статия е за селото в България.  За селото в Република Македония вижте Бабино (община Демир Хисар).  
Бабино е село в Западна България. То се намира в община Бобов дол, област Кюстендил.

## География
Село Бабино се намира в планински район, в подножието на Конявска планина, на около 3 км западно от град Бобов дол. Надморската височина в центъра на селото е около 618 м.
Протичащата през селото обикновено маловодна река носи името му – Бабинска река.
В землището на селото се намира най-големият подземен рудник в България – рудник Бабино при „Мини Бобов дол“ ЕАД , в който са добивани до 800 тона висококачествени и висококалорични кафяви въглища на денонощие, транспортирани до ТЕЦ „Бобов дол“ .

## Население
Численост и дял на етническите групи според преброяването на населението през 2011 г.:
|                     | Численост | Дял (в %) |
| Общо                | 229       | 100,00    |
| Българи             | 226       | 98,69     |
| Турци               | 0         | 0,00      |
| Цигани              | 0         | 0,00      |
| Други               | 0         | 0,00      |
| Не се самоопределят | 0         | 0,00      |
| Неотговорили        | 2         | 0,87      |

## История
Църквата „Свети Четиридесет мъченици“ е построена в 1821 г.
При избухването на Балканската война в 1912 година двама души от Бабино са доброволци в Македоно-одринското опълчение .
В селото има училище „Св. св. Кирил и Методий“.